# Dunsnavelwinterkoning
De dunsnavelwinterkoning (Hylorchilus sumichrasti) is een zangvogel uit de familie Troglodytidae (winterkoningen).

## Verspreiding en leefgebied
Deze soort is endemisch in de laaglanden van zuidelijk Mexico.